# Lipki
Lipki (russisch Липки) ist eine russische Stadt im Rajon Kirejewsk der Oblast Tula mit 8719 Einwohnern (Stand 14. Oktober 2010). Sie liegt 23 km südöstlich des Bahnhofs der Stadt Schtschokino und knapp 40 km südlich von Tula.

## Geschichte
Das Dorf Lipki wurde im 17. Jahrhundert gegründet. Ab dem Jahr 1940 begann in den Nachbardörfern die Kohleförderung. 1949 das Dorf zur Siedlung städtischen Typs Lipkowski (Липковский) erhoben. Als sie 1955 Stadtstatus erlangte, wurde der alte Name Lipki wiederhergestellt. Heute wird keine Kohle mehr gefördert, es gibt allerdings eine Ziegelfabrik und eine (Groß-)Bäckerei.

### Bevölkerungsentwicklung
| Jahr | Einwohner |
| ---- | --------- |
| 1959 | 19.435    |
| 1970 | 14.468    |
| 1979 | 11.924    |
| 1989 | 10.355    |
| 2002 | 9.843     |
| 2010 | 8.719     |

Anmerkung: Volkszählungsdaten